# Rostowski Państwowy Uniwersytet Medyczny
Rostowski Państwowy Uniwersytet Medyczny (ros. Ростовский Государственный Медицинский Университет) – uczelnia na południu Rosji mająca siedzibę w Rostowie nad Donem.
Początki uczelni sięgają 1915 roku, kiedy (w związku z zajęciem Warszawy przez wojska niemieckie) Uniwersytet Warszawski (wraz z Wydziałem Lekarskim) został przeniesiony do Rostowa nad Donem i otrzymał nazwę Cesarski Uniwersytet Warszawski w m. Rostowie nad Donem. Uczelnia w 1917 roku zmieniła nazwę na Uniwersytet Doński (obecnie Południowy Uniwersytet Federalny). 10 października 1930 roku Wydział Lekarski został odłączony od uniwersytetu i stał się samodzielną uczelnią jako Rostowski Instytut Medyczny. W czerwcu 1994 roku zmieniono jej nazwę na Rostowski Państwowy Uniwersytet Medyczny.
Obecnie na 10 wydziałach uczelni kształci się około 8000 studentów.